# Chrysocolletes enigma
Chrysocolletes enigma là một loài Hymenoptera trong họ Colletidae. Loài này được Maynard mô tả khoa học năm 1996.